# Mister G
Ben Gundersheimer (Filadélfia, 28 de fevereiro de 1967), mais conhecido pelo seu nome artístico, Mister G, é um autor, compositor, músico e cantor estadunidense vencedor do Grammy Latino.

## Biografia
Filho de um pai imigrante alemão, Ben foi criado na Filadélfia. Sua mãe, Karen, era autora e ilustradora de livros infantis. Ben frequentou a Amherst College em Amherst, Massachusetts, onde estudou inglês. Também estudou no exterior em Madri e frequentou a Berklee School of Music em Boston. Ele obteve um mestrado em educação no Smith College.

## Carreira
Ao todo, já lançou 12 álbuns de estúdio e recebeu vários prêmios, incluindo um Grammy Latino e cinco Parents' Choice Award. Ben também publicou dois livros baseados em suas canções, Señorita Mariposa e Lilah Tov Good Night.

## Discografia
- Seeds of Shalom (Coil Records) 2020
- Fireflies (Coil Records) 2019
- Mundo Verde/Green World (Coil Records) 2017
- The Mitzvah Bus (Coil Records) 2015
- Los Animales (Coil Records) 2015
- The Bossy E (Coil Records) 2014
- ABC Fiesta (Coil Records) 2013
- Chocolalala (Coil Records) 2012
- BUGS (Coil Records) 2011
- Pizza for Breakfast (Coil Records) 2010